# La Beaume

La Cluse este o comună în departamentul Hautes-Alpes, Franța. În 1 ianuarie 2022 avea o populație de 150 de locuitori.